# Richard Kaplan
Pour les articles homonymes, voir Kaplan.
Richard Kaplan est un producteur et réalisateur américain né le 3 janvier 1925 à New York où il est mort le 29 septembre 2018. 

## Biographie
Réalisateur de plusieurs documentaires, Richard Kaplan se fait connaître en 1965 grâce à The Eleanor Roosevelt Story qui obtient l'Oscar du meilleur film documentaire.

## Filmographie

### Réalisateur

#### Courts métrages
- 1997 : Assignment : Rescue
- 2011 : You Get What You Pay For

#### Longs métrages
- 1965 : The Eleanor Roosevelt Story
- 1979 : A Look at Liv[2]
- 1989 : The Exiles
- 2011 : Varian ans Putzi : A 20th Century Tale